# Medium Mark B
Medium Mark B je bil tank britanske vojske. Naročenih je bilo 450 tankov, vendar s koncem vojne se je število tankov ustavilo pri 45.

## Zgodovina
Inženir Walter Gordon Wilson in industrialist William Tritton sta sodelovala pri izgradnji prvega tanka na svetu Mark I. S končanim projektom se je Tritton lotil novega projekta Medium Mark A Whippet. Wilson je iz tega projekta izstopil, nakar je ta tank požel velik uspeh. Wilsonu je trdil, da bi sam naredil boljši tank, zato se je lotil projekta  Medium Mark B. Nad njegovimi skicami je bil navdušen major Philip Johnson, zato so začeli graditi prototip. Ta se je gradil v Trittonovem podjetju Metropolitan Carriage and Waggon Company. Prototip je bil končan septembra 1918.